# Jean-Louis Michaud
Pour les articles homonymes, voir Michaud.
Jean-Louis Michaud, né le 5 novembre 1982 à Montreuil, est un tireur sportif handisport français, spécialisé dans le tir à la carabine en catégorie SH1 (handicap aux deux membres inférieurs). Il est notamment médaillé de bronze aux Jeux paralympiques d'été de 2024 à Paris.

## Carrière
Ancien tireur d'élite au sein des chasseurs alpins de Bourg-Saint-Maurice, Jean-Louis Michaud a été mobilisé en Afghanistan et en 2011, alors qu'il a marché sur une mine au cours d'une mission dans la vallée d'Alasaï, il perd la moitié de sa jambe droite.
En parallèle de sa carrière militaire, il fait partie de l'Équipe de France de football pour amputés avant d'intégrer l'équipe de France para tir à partir de 2021.
Il remporte la médaille de bronze en tir à la  carabine 50 m 3 positions R7 aux  Championnats d'Europe 2024 à Grenade.
Il est médaillé de bronze en tir à la carabine à 50 m couché SH1 Mixte aux  Jeux paralympiques 2024 à Paris.

## Palmarès
Jeux paralympiques
- Jeux paralympiques 2024 à Paris,  France
  -  Médaille de bronze carabine à 50 m couché - SH1 Mixte

Championnats d'Europe
- Championnats d'Europe 2024 à Grenade,  Espagne
  -  Médaille de bronze carabine 50 m 3 positions R7

## Décorations
- Médaille militaire (2011)[5]
- Chevalier de la Légion d'honneur (2015)[6]
- Officier de l'ordre national du Mérite (2024)[7]